# Saint-Lary (Gers)
Saint-Lary è un comune francese di 260 abitanti situato nel dipartimento del Gers nella regione dell'Occitania.

## Società

### Evoluzione demografica
Abitanti censiti